# 春花蘭
春花蘭（日语：／ Haruka Ran，6月16日—）是一名日本女性聲優，熊本縣出身，ARTSVISION所屬。

## 人物
畢業於日本播音演技研究所。興趣是插畫與音樂劇觀賞，特長是游泳。

## 演出作品
※粗體字為主要角色。

### 電視動畫
2024年
- 蔚藍檔案 The Animation（優香）

2025年
- 瞬間治癒卻被當成廢物踢出隊伍的天才治療師，改當無照治療師快樂過活（媞爾）

### 網路動畫
2022年
- （早瀨優香）
- 蔚藍檔案「beautiful day dreamer」（早瀨優香）

2023年
- （早瀨優香）

### 遊戲
2020年
- 世界彈射物語（[2]））

2021年
- 蔚藍檔案（早瀨優香[3]）
- 魔法紀錄 魔法少女小圓外傳（里見那由他[4]）

2022年
- 少女前线（SCR[5]、芮諾）

2023年
- 碧藍航線（伏羅希洛夫[6]）
- 棕色塵埃2（賽爾[7]、茱莉）
- Aster Tatariqus（[8]）

2025年
- 亙古幻想（人魚姫[9]）

2026年
- In Falsus（[10]）

## 外部連結
- アーツビジョンによる公式プロフィール （页面存档备份，存于）